# Selside
Selside – wieś w Anglii, w Kumbrii. W 1870-72 wieś liczyła 257 mieszkańców.